# کلاییچ
کلاییچ (به صربی: Klajić) یک منطقهٔ مسکونی در صربستان است که در لبانه واقع شده‌است. کلاییچ ۱۵۹ نفر جمعیت دارد.